# Cyclophyllum schultzii
Cyclophyllum schultzii är en måreväxtart som först beskrevs av Otto Karl Anton Schwarz, och fick sitt nu gällande namn av Sally T. Reynolds och Rodney John Francis Henderson. Cyclophyllum schultzii ingår i släktet Cyclophyllum och familjen måreväxter.

## Underarter
Arten delas in i följande underarter:
- C. s. angustifolium
- C. s. schultzii